# Los cacharros majaretas
Los cacharros majaretas est une bande dessinée espagnole illustrée par Francisco Ibáñez, appartenant à la franchise Mortadel et Filémon, éditée en 1974.

## Synopsis
La T.I.A. souhaite rejoindre la M.O.S.C.A. (Mundial Organization Secreten Control Agency ; O.M.D.A.S pour Organisation Mondiale des Agents Secrets, dans la VF). Cette organisation exige de ses filiales qu'elles disposent de systèmes de transport modernes et les véhicules de la T.I.A. sont un peu vieux. Afin d'entrer dans la M.O.S.C.A., la T.I.A. décide de renouveler ses moyens de transport et pour ce faire, elle aura l'aide du Pr Bacterio. Il sera chargé de concevoir et de fabriquer toutes sortes de véhicules bizarres (un sous-marin atomique, un van amphibie, un landau, un fauteuil roulant avec un moteur à uranium, etc.) et Mortadel et Filémon devront les tester.

## Adaptation
La bande dessinée est adaptée dans son intégralité dans l'épisode de la série télévisée homonyme sous le titre Les Pots fous.